# Phenacolepas hamillei
Phenacolepas hamillei är en snäckart som först beskrevs av P. Fischer 1857.  Phenacolepas hamillei ingår i släktet Phenacolepas och familjen Phenacolepadidae. Inga underarter finns listade i Catalogue of Life.